# Pasquale Improta
Pasquale Improta (Napoli, 18 maggio 1885 – 27 giugno 1957) è stato un politico, imprenditore e avvocato italiano, eletto nella XXV e XXVI legislatura del Regno d'Italia e nella I legislatura della Repubblica Italiana alla Camera.

## Biografia
Pasquale Improta fu erede di un'importante famiglia napoletana di facoltosi proprietari terrieri, imprenditori e banchieri, strettamente imparentata anche con gli armatori Lauro.
Laureatosi in Giurisprudenza, superò l'esame di Stato iscrivendosi all'albo degli avvocati di Napoli. Presidente dell’Associazione Nazionale Industriali Mugnai e Pastai, si dedicò con il padre Vincenzo, banchiere, ed il fratello Gaetano alla gestione della maggiore impresa molitoria del Mezzogiorno nel campo della produzione di paste alimentari. Avviata dal padre nell’ottocento, ne potenziò il molino e pastificio di Capodichino. Aprí un ulteriore stabilimento, assieme ai fratelli, in Giugliano, che fu ricostruito nel 1948 con i più moderni criteri a seguito dei bombardamenti. Fu, inoltre, consigliere provinciale delle corporazioni per la sezione industriale di Napoli.
Contestualmente all'attività imprenditoriale, intraprese la carriera politica, venendo eletto nella XXV e XXVI legislatura del Regno d'Italia e nella I legislatura della Repubblica Italiana alla Camera.  
L'onorevole fu insignito del titolo di Cavaliere del Lavoro il 2 giugno del 1957, 25 giorni prima della sua dipartita, avvenuta presso la sua residenza napoletana in via Posillipo. Fu sepolto nel mausoleo di famiglia, sito in Secondigliano.

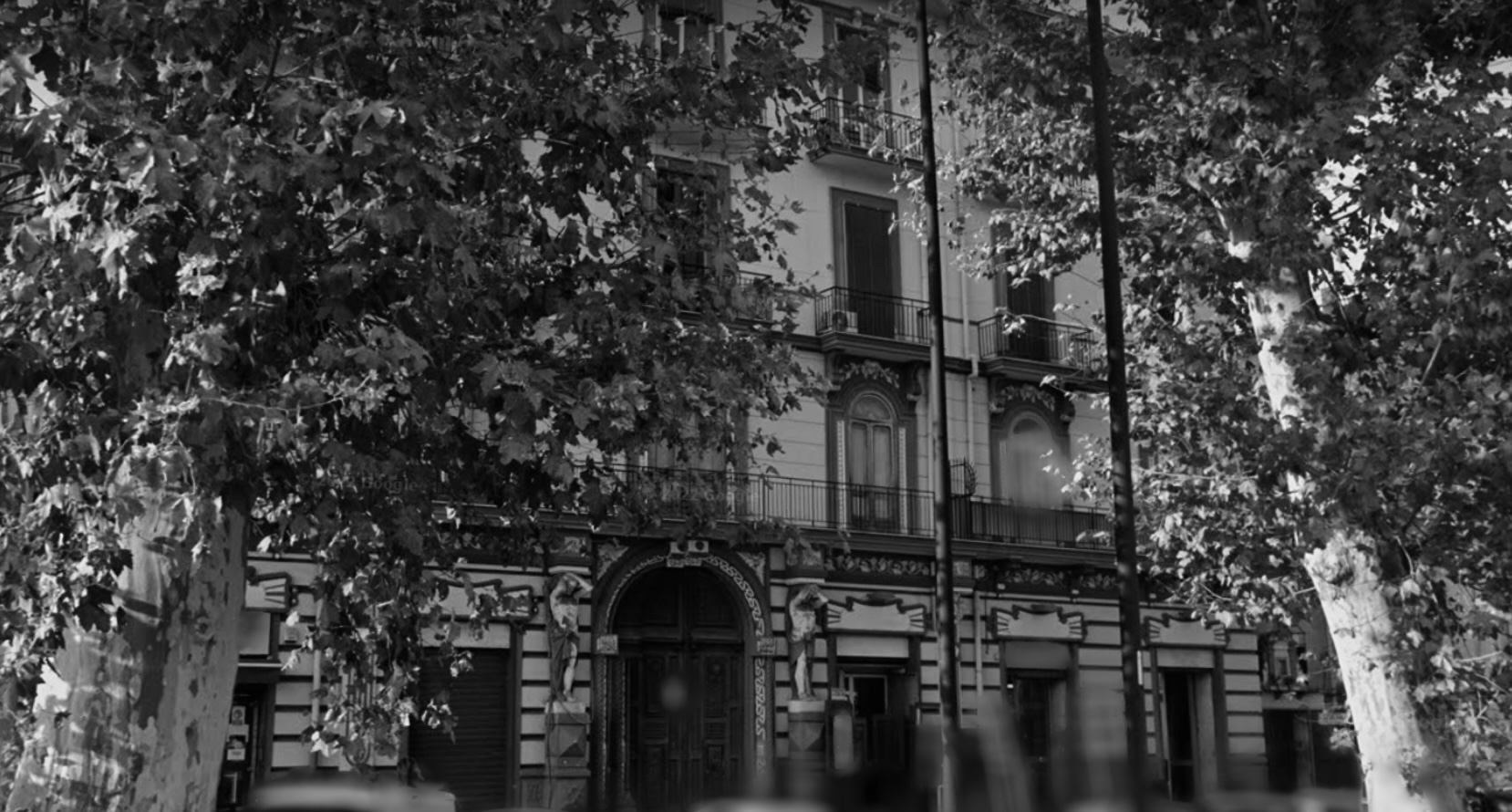
Palazzo Improta